# دریاچه باراق‌کول
دریاچه باراق‌کول (به قزاقی: Barak Kol) یک دریاچه در قزاقستان است که در استان قراغندی واقع شده‌است.